# 美国宪法序言
美国宪法序言（英語：Preamble to the United States Constitution）是对美国宪法的立法目标进行介绍的一段非常简短的弁言，作者為古弗尼爾·莫里斯，全文只有一句话。美国的法院将这句话视为美国开国元勋最初制订宪法的根本宗旨和指导原则，序言以我們人民（英語：We the People）為起首。

## 内容文本
We the People of the United States, in Order to form a more perfect Union, establish Justice, insure domestic Tranquility, provide for the common defence,promote the general Welfare, and secure the Blessings of Liberty to ourselves and our Posterity, do ordain and establish this Constitution for the United States of America.
- 译文：我们合众国人民，为建立更完善的联盟，树立正义，保障国内安宁，提供共同防务，促进總體安康，并使我们自己和后代得享自由的幸福，特为美利坚合众国制定本宪法[1][2]。

## 意义和应用
联邦宪法的序言只是作为对宪法立法目标的一个介绍，并没有直接赋予美国联邦政府任何权力，而且也没有对任何政府行为加以具体的限制。由于序言的这种单纯和局限性，除非是一些毫无意义的诉讼，否则没有任何一个法院会将其作为一个判决的决定性依据。

## 附注
1. ↑  存放在国家档案和记录管理局的美国宪法文本手写副本中，使用的就是英式英语的“defence”(见National Archives transcription （页面存档备份，存于） and the Archives' image of the engrossed document （页面存档备份，存于）. Retrieved both web pages on October 24, 2009.)